# Seven Femenino de Francia 2016
El Seven Femenino de Francia de 2016 fue la primera edición del torneo de rugby 7, así como el quinto y último de la Serie Mundial Femenina de Rugby 7 2015-16.
Se desarrolló en el Stade Gabriel Montpied de la ciudad de Clermont-Ferrand, Francia.

## Fase de grupos

### Grupo A
| Equipo         | Encuentros | Encuentros | Encuentros | Encuentros | Tantos  | Tantos    | Tantos     | Puntos |
| Equipo         | jugados    | ganados    | empatados  | perdidos   | a favor | en contra | diferencia | Puntos |
| -------------- | ---------- | ---------- | ---------- | ---------- | ------- | --------- | ---------- | ------ |
| Inglaterra     | 3          | 3          | 0          | 0          | 74      | 14        | +60        | 9      |
| España         | 3          | 2          | 0          | 1          | 56      | 42        | +15        | 7      |
| Estados Unidos | 3          | 1          | 0          | 2          | 48      | 38        | +10        | 5      |
| Kenia          | 3          | 0          | 0          | 3          | 5       | 90        | -85        | 3      |

### Grupo B
| Equipo        | Encuentros | Encuentros | Encuentros | Encuentros | Tantos  | Tantos    | Tantos     | Puntos |
| Equipo        | jugados    | ganados    | empatados  | perdidos   | a favor | en contra | diferencia | Puntos |
| ------------- | ---------- | ---------- | ---------- | ---------- | ------- | --------- | ---------- | ------ |
| Nueva Zelanda | 3          | 3          | 0          | 0          | 91      | 17        | +74        | 9      |
| Canadá        | 3          | 2          | 0          | 1          | 67      | 46        | +21        | 7      |
| Rusia         | 3          | 1          | 0          | 2          | 31      | 78        | -47        | 5      |
| Japón         | 3          | 0          | 0          | 3          | 32      | 80        | -48        | 3      |

### Grupo C
| Equipo    | Encuentros | Encuentros | Encuentros | Encuentros | Tantos  | Tantos    | Tantos     | Puntos |
| Equipo    | jugados    | ganados    | empatados  | perdidos   | a favor | en contra | diferencia | Puntos |
| --------- | ---------- | ---------- | ---------- | ---------- | ------- | --------- | ---------- | ------ |
| Australia | 3          | 3          | 0          | 0          | 93      | 17        | +76        | 9      |
| Fiyi      | 3          | 2          | 0          | 1          | 33      | 58        | -25        | 7      |
| Francia   | 3          | 1          | 0          | 2          | 62      | 33        | +29        | 5      |
| Irlanda   | 3          | 0          | 0          | 3          | 19      | 99        | -80        | 3      |

## Fase Final

### Copa de oro
|  | Cuartos de final | Cuartos de final | Cuartos de final |           |               | Semifinales   | Semifinales | Semifinales |            |              | Copa          | Copa          | Copa |  |
|  |                  |                  |                  |           |               |               |             |             |            |              |               |               |      |  |
|  |                  |                  |                  |           |               |               |             |             |            |              |               |               |      |  |
|  | Inglaterra       | Inglaterra       | 21               |           |               |               |             |             |            |              |               |               |      |  |
|  | Inglaterra       | Inglaterra       | 21               |           |               |               |             |             |            |              |               |               |      |  |
|  | Estados Unidos   | Estados Unidos   | 12               |           |               |               |             |             |            |              |               |               |      |  |
|  | Estados Unidos   | Estados Unidos   | 12               |           | Inglaterra    | Inglaterra    | 10          |             |            |              |               |               |      |  |
|  |                  |                  |                  |           | Inglaterra    | Inglaterra    | 10          |             |            |              |               |               |      |  |
|  |                  |                  | Canadá           | Canadá    | 31            |               |             |             |            |              |               |               |      |  |
|  | Canadá           | Canadá           | Canadá           | Canadá    | 31            | 12            |             |             |            |              |               |               |      |  |
|  | Canadá           | Canadá           |                  |           |               |               |             |             |            |              |               |               |      |  |
|  | Fiyi             | Fiyi             | 5                |           |               |               |             |             |            |              |               |               |      |  |
|  | Fiyi             | Fiyi             | 5                |           |               |               |             |             |            | Canadá       | Canadá        | 29            |      |  |
|  |                  |                  |                  |           |               |               |             |             |            | Canadá       | Canadá        | 29            |      |  |
|  |                  |                  | Australia        | Australia | 19            |               |             |             |            |              |               |               |      |  |
|  | Nueva Zelanda    | Nueva Zelanda    | Australia        | Australia | 19            | 19            |             |             |            |              |               |               |      |  |
|  | Nueva Zelanda    | Nueva Zelanda    |                  |           |               |               |             |             |            |              |               |               |      |  |
|  | Francia          | Francia          | 12               |           |               |               |             |             |            |              |               |               |      |  |
|  | Francia          | Francia          | 12               |           | Nueva Zelanda | Nueva Zelanda | 5           |             |            | Tercer lugar | Tercer lugar  | Tercer lugar  |      |  |
|  |                  |                  |                  |           | Nueva Zelanda | Nueva Zelanda | 5           |             |            | Tercer lugar | Tercer lugar  | Tercer lugar  |      |  |
|  |                  |                  | Australia        | Australia | 14            |               |             |             |            |              |               |               |      |  |
|  | Australia        | Australia        | Australia        | Australia | 14            | 35            |             |             | Inglaterra | Inglaterra   | 5             |               |      |  |
|  | Australia        | Australia        |                  |           |               |               |             |             | Inglaterra | Inglaterra   | 5             |               |      |  |
|  | España           | España           | 0                |           |               |               |             |             |            |              | Nueva Zelanda | Nueva Zelanda | 22   |  |
|  | España           | España           | 0                |           |               |               |             |             |            |              | Nueva Zelanda | Nueva Zelanda | 22   |  |
|  |                  |                  |                  |           |               |               |             |             |            |              |               |               |      |  |

| Bandera de Canadá      |
| Campeón Canadá         |
| 1º título del circuito |